# Pericoma edwardsi
Pericoma edwardsi är en tvåvingeart som beskrevs av Tonnoir 1929. Pericoma edwardsi ingår i släktet Pericoma och familjen fjärilsmyggor. Inga underarter finns listade i Catalogue of Life.